# Øyonn Groven Myhren

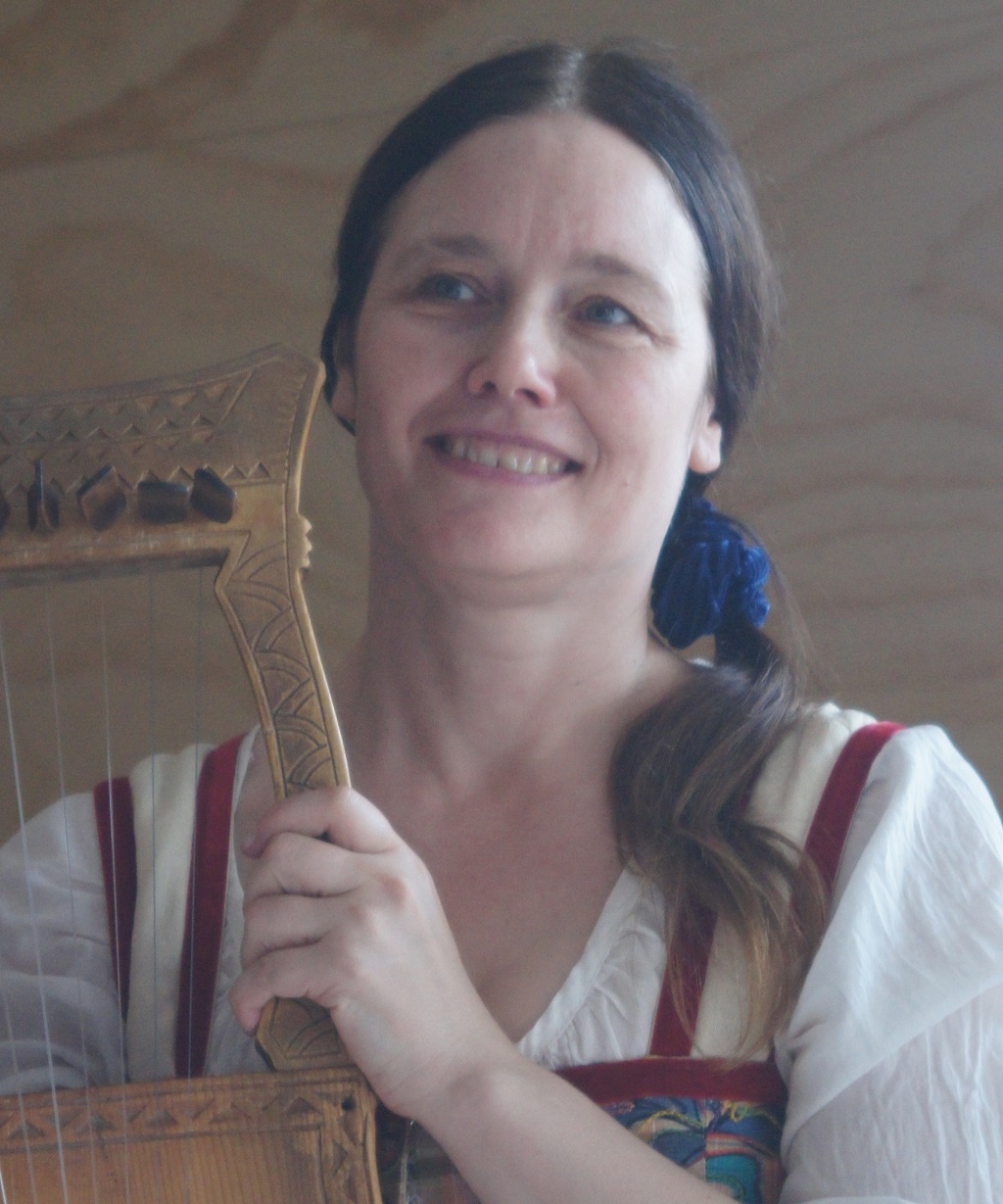
Øyonn Groven Myhren (2019)

Øyonn Groven Myhren (* 8. August 1969 in Oslo) ist eine norwegische Folkmusikerin (Flöte und Leier), Sängerin und Dichterin nach Art der Skalden.

## Karriere
Myhren erhielt ihre musikalische Ausbildung unter anderem an der Ole Bull Akademie in Voss. Über ihre Mutter Dagne Groven Myhren und andere Personen wurde sie durch die reiche Tradition der Telemark geprägt. Myhren erhielt 1997 und 1998 ein Stipendium für Gesangsunterricht beim Landskappleiken-Wettbewerb. Sie komponiert auch ihre eigenen Noten und kreiert ihre Arrangements. 
Myhren ging oft auf Tourneen, so mit der Mittelalter-Gruppe Aurora Borealis, mit der sie 1997 das Album Harpa veröffentlichte. Sie hatte 1996 eine zentrale Rolle auf dem Album Visor og kvæde frå Blåberglandet von der Vokalgruppe Dvergmål. Ebenso war sie 1998 am Weihnachtsalbum I jolo mit dem Spielmann Alf Tveit und dem Organisten Eilert Hægeland beteiligt.
Gemeinsam mit Odd Nordstoga hatte Myhren 2001 großen Erfolg mit der Auftragsarbeit Nivelkinn für das Telemarkfestival. Das gleichnamige Album erhielt die renommierten Spellemannprisen in der Kategorie Volksmusik 2002. In der Folge wurde Nordstoga 2004 „Spielmann des Jahres“. Myhren veröffentlichte 2003 das Soloalbum Akkedoria frå Christiania. Im Herbst 2005 spielte sie eine zentrale Rolle in der Volksmusikoper Tryllefløyta.
Mit Anne Hytta im Duo SogeSong nahm sie 2017 das Album Så vide fara dei Lindarord auf. Es wurde  für den Spellemannprisen 2017 nominiert.

## Familie
Ihr Vater war der Philologe Magne Myhren (1937–2015). Die Mutter Dagne Groven Myhren (* 1940) ist Hochschullehrerin, Literaturwissenschaftlerin und Tochter des Komponisten Eivind Groven (1901–1977).  Ihr Bruder Eilev Groven Myhren (* 1973) ist Übersetzer und Chorleiter.

## Diskografie (Auswahl)
- Visor og Kvæde frå Blåberglandet mit «Dvergmål» (1996)
- Harpa mit «Aurora Borealis» (1997)
- I Jolo mit Eilert Hægeland und Alf Tveit (1998)
- Nivelkinn mit Odd Nordstoga (2002)
- Akkedoria frå Kristiania (2003)
- Song i Himmelsalar mit «Dvergmål» (2004)
- Skal, Skal Ikkje mit «Kvarts» (Berit Opheim und Birger Mistereggen, 2004)
- Grisila og Gullveven (2008)
- Paa Jorden Fred og Glæde – (Folkekjære Julesalmer i 1700-tallets Norge) mit Lars Henrik Johansen (2015)
- Så vide fara dei Lindarord, Duo «SogeSong» mit Anne Hytta (2017)
- Nordjordet mit Bugge Wesseltoft, Anne Hytta und Anders Røine (2019)